# 小坂裕次郎
小坂 裕次郎（こさか ゆうじろう、1945年または1946年 - 2022年 <令和4年> 5月30日）は、日本の地方公務員。大阪府総務部長、同出納長、大阪府都市開発社長を歴任。瑞宝小綬章受章。位階は従五位。

## 人物・経歴
1968年 関西大学法学部卒業。大阪府庁入庁。総務部人事課長、1992年 (平成4年) 4月 参事兼人事課長、1997年4月 鹿嶽宰の後任として議会事務局長。府知事審議監だった1999年12月、同年の大阪府知事選挙で横山ノック知事が運動員だった女子大生にわいせつ行為をしたとされる事件で横山から電話で辞意を伝えられ、議会と相談するよう指示を受けた。総務部長、2001年4月 同職を佐野忠史と交代し鈴木重信の後任として出納長。
府庁退職後、大阪府都市開発株式会社代表取締役社長。2022年5月 死去。

## 栄典
- 2016年 春の叙勲で地方自治功労により瑞宝小綬章を受章[1]
- 死没日付をもって叙従五位[2]